# Carsten Schlangen
Carsten Schlangen (né le 31 décembre 1980 à Meppen) est un athlète allemand, spécialiste du demi-fond.

## Biographie
Son meilleur temps sur 1 500 m est de 3 min 34 s 19, réalisé en 2010. Il remporte la médaille d'argent lors des Championnats d'Europe d'athlétisme 2010 à Barcelone.
Il a été quatre fois champion allemand sur 1 500 m et détient un record personnel sur 800 m de 1 min 46 s 81. Il a été demi-finaliste aux Jeux olympiques de 2008.

### Palmarès
| Date | Compétition                    | Lieu      | Résultat | Épreuve | Performance   |
| ---- | ------------------------------ | --------- | -------- | ------- | ------------- |
| 2008 | DécaNation                     | Paris     | 1er      | 1 500 m | 3 min 52 s 70 |
| 2010 | Championnats d'Europe          | Barcelone | 2e       | 1 500 m | 3 min 43 s 52 |
| 2011 | Championnats d'Europe en salle | Paris     | 4e       | 1 500 m | 3 min 41 s 55 |